# ダニエル・モングレイン
ダニエル・モングレイン（Daniel Mongrain, 1976年7月4日 - ）は、カナダ・ケベック州出身のギタリスト。
弟のFrancois Mongrainらと共にテクニカルデスメタルバンドMARTYRを結成。３枚のアルバムと１枚のライブアルバム（ライブDVD及びCD）をほぼ自主制作の形でリリース。メンバー全員が音楽大学出身であり、高い演奏技術に裏付けられた音楽性が一部で話題となった。同郷のCRYPTOPSYやGORGUTSなどのサポートを務め、ライブやレコーディングにも参加している。同郷のVoivodのファンであったため、MARTYRでVoivodのカヴァー曲を演奏したりしていた。VoivodのギタリストであったPiggyが他界したあと、Voivodのサポートを務めていたが、2008年より正式にメンバーとして迎えられた。
MARTYR時代には既に彼らしいプレイスタイルというものが確立していたため、彼が参加したGORGUTSのアルバムでは、MARTYR色が強い。一方、Voivodにおいては、あくまでもPiggyのプレイスタイルを忠実に再現しており、彼が参加してから作成された作品でもPiggyらしいプレイにDanielらしいプレイを加算したスタイルを構築している。